# Алперин против Ватиканске банке
„Усташко благо“ је благо (злато, дијаманти и друге вриједности) које су усташе за вријеме Другог свјетског рата опљачкале од Срба, Јевреја и Рома из Југославије.

## „Бриге око судбине ратног усташког блага“
Пљачка је први пут документована у извјештају који је 1998. донио амерички Стејт департмент под називом „Бриге око судбине ратног усташког блага“. Извјештај тврди да је Ватикан директно умијешан у прање вриједности које су усташе опљачкале у концентрационим логорима, те да укупна вриједност пљачкашког плијена износи 80 милиона долара.

## „Алперин против Ватиканске банке“
Оштећени преживјели логораши, Срби, Јевреји и Роми, су заједно са Украјинцима, родбином и организацијама које представљају 300.000 жртава холокауста и њихове потомке, у Савезном суду у Сан Франциску у новембру 1999. покренули судски поступак „Алперин против Ватиканске банке“. Поступак је покренут против Ватиканске банке фрањевачког реда Мале браће за прикривање „богатства које су хрватски нацисти опљачкали од жртава у концентрационим логорима, од Срба, Јевреја, Рома“, те за прикривање блага које су нацисти опљачкали од тадашњих грађана Совјетског Савеза (Украјине, Белорусије и Русије) у периоду од 1941. до 1945.